# Phrurolithus nigrinus
Espèce
Synonymes
- Micariosoma nigrinum Simon, 1878

Phrurolithus nigrinus est une espèce d'araignées aranéomorphes de la famille des Phrurolithidae.

## Distribution
Cette espèce se rencontre en Europe centrale, en Europe du Sud et au Maroc.

## Description
Les mâles mesurent de 2,0 à 3,0 mm et les femelles de 2,0 à 4,0 mm.

## Systématique et taxinomie
Cette espèce a été décrite sous le protonyme Micariosoma nigrinum par Simon en 1878. Elle est placée dans le genre Phrurolithus par Simon en 1903.

## Publication originale
- Simon, 1878 : Les arachnides de France. Paris, vol. 4, p. 1-334 (texte intégral).